# Artelida pernobilis
Artelida pernobilis är en skalbaggsart som beskrevs av Max Poll 1890. Artelida pernobilis ingår i släktet Artelida och familjen långhorningar.
Artens utbredningsområde är Madagaskar. Inga underarter finns listade.